# Kreis Sebnitz
Der Kreis Sebnitz war von 1952 bis 1990 eine Verwaltungseinheit im Bezirk Dresden der Deutschen Demokratischen Republik. Von 1990 bis 1994 war er unter dem Namen Landkreis Sebnitz eine Verwaltungseinheit des Freistaates Sachsen. Sein Gebiet liegt heute im Landkreis Sächsische Schweiz-Osterzgebirge. Der Sitz der Kreisverwaltung befand sich in Sebnitz.

## Geographie

### Lage
Der Kreis Sebnitz lag südöstlich der Bezirkshauptstadt Dresden am Nordrand des Elbsandsteingebirges.

### Nachbarkreise
Der Kreis Sebnitz grenzte im Uhrzeigersinn im Süden beginnend an die Kreise Pirna, Dresden-Land und Bischofswerda. Im Osten grenzte er an Tschechien.

### Naturraum
Im Süden erfasste der Landkreis die nördlichen Ausläufer der Sächsischen Schweiz (s. Kreis Pirna). Das Kirnitzschtal und das Polenztal gehör(t)en zu den reizvollsten Tälern, die diese bizarre Felslandschaft gliedern. Im Nordwesten schließt sich die flachwellige um 300 m hohe Landschaft der Lausitzer Platte an. Sie geht im Osten in das Westlausitzer Hügelland über, das Vorland des im Osten folgenden Lausitzer Berglandes. Die langgestreckten bewaldeten Bergrücken erreichen im Norden an der Grenze zum Landkreis Bischofswerda mit dem Valtenberg eine Höhe von 587 m.

## Geschichte
Der Kreis Sebnitz entstand im Zuge der Kreisreformen in der DDR am 25. Juli 1952 aus dem nordöstlichen Teil (39 von 118 Gemeinden) des alten Landkreises Pirna. Er wurde dem neugebildeten Bezirk Dresden zugeordnet. Kreissitz wurde die Stadt Sebnitz.
Die folgenden 39 Gemeinden bildeten den neuen Kreis Sebnitz:
Altendorf, Berthelsdorf, Cunnersdorf b. Hohnstein, Dittersbach, Dobra, Dürrröhrsdorf, Ehrenberg, Elbersdorf, Goßdorf, Heeselicht, Helmsdorf b. Pirna, Hinterhermsdorf, Hohburkersdorf, Hohnstein, Krumhermsdorf, Langburkersdorf, Langenwolmsdorf, Lichtenhain, Lohmen, Lohsdorf, Mittelndorf, Neudörfel, Neustadt in Sachsen, Ottendorf b. Sebnitz, Polenz, Porschendorf, Rathewalde, Rennersdorf, Rückersdorf, Rugiswalde, Saupsdorf, Sebnitz, Stolpen, Stürza, Ulbersdorf, Uttewalde, Waitzdorf, Wilschdorf und Zeschnig.

### Gebietsänderungen im Kreis (DDR)
| Datum      | TGS (1968)                  | Gemeinde                    | Änderung                    | TGS (1968)                  | aufnehmende Gemeinde        |
| ---------- | --------------------------- | --------------------------- | --------------------------- | --------------------------- | --------------------------- |
| 04.12.1952 |                             | Daube, Kreis Pirna          | Umgliederung                |                             | Daube                       |
| 04.12.1952 |                             | Doberzeit, Kreis Pirna      | Umgliederung                | 121504                      | Doberzeit                   |
| 20.07.1957 |                             | Daube                       | Eingliederung in            | 121504                      | Doberzeit                   |
| 01.08.1961 |                             | Uttewalde                   | Eingliederung in            | 121518                      | Lohmen                      |
| 01.01.1963 |                             | Neudörfel                   | Zusammenschluss zu          | 121526                      | Rennersdorf-Neudörfel       |
| 01.01.1963 | Rennersdorf                 |                             | Zusammenschluss zu          | 121526                      | Rennersdorf-Neudörfel       |
| 01.07.1965 |                             | Dittersbach                 | Zusammenschluss zu          | 121506                      | Dürrröhrsdorf-Dittersbach   |
| 01.07.1965 | Dürrröhrsdorf               |                             | Zusammenschluss zu          | 121506                      | Dürrröhrsdorf-Dittersbach   |
| 01.07.1965 |                             | Hohburkersdorf              | Zusammenschluss zu          | 121536                      | Zeschnig-Hohburkersdorf     |
| 01.07.1965 | Zeschnig                    |                             | Zusammenschluss zu          | 121536                      | Zeschnig-Hohburkersdorf     |
| 01.04.1968 | amtliche Einführung des TGS | amtliche Einführung des TGS | amtliche Einführung des TGS | amtliche Einführung des TGS | amtliche Einführung des TGS |
| 01.01.1969 | 121504                      | Doberzeit                   | Eingliederung in            | 121518                      | Lohmen                      |
| 01.01.1969 | 121508                      | Elbersdorf                  | Eingliederung in            | 121524                      | Porschendorf                |
| 01.04.1972 | 121536                      | Zeschnig-Hohburkersdorf     | Eingliederung in            | 121525                      | Rathewalde                  |
| 01.04.1973 | 121528                      | Rugiswalde                  | Eingliederung in            | 121515                      | Langburkersdorf             |
| 14.06.1973 | 121534                      | Waitzdorf                   | Eingliederung in            | 121513                      | Hohnstein                   |
| 01.01.1974 | 121514                      | Krumhermsdorf               | Eingliederung in            | 121521                      | Neustadt i. Sa.             |
| 01.04.1974 | 121501                      | Altendorf                   | Eingliederung in            | 121517                      | Lichtenhain                 |
| 01.04.1974 | 121520                      | Mittelndorf                 | Eingliederung in            | 121517                      | Lichtenhain                 |
| 01.04.1974 | 121503                      | Cunnersdorf b. Hohnstein    | Eingliederung in            | 121507                      | Ehrenberg                   |
| 01.04.1974 | 121505                      | Dobra                       | Eingliederung in            | 121532                      | Stürza                      |

Am 17. Mai 1990 wurde der Kreis Sebnitz in Landkreis Sebnitz umbenannt.

## Bevölkerungsdaten
Bevölkerungsübersicht aller 26 Gemeinden des Kreises, die in das wiedergegründete Land Sachsen kamen.

### Eintritt 1990
| TGS    | AGS      | Gemeinde                  | Einwohner | Einwohner  | Fläche (ha) | heutige Gemeinde          | Landkreis                        |
| TGS    | AGS      | Gemeinde                  | 3.10.1990 | 31.12.1990 | 31.12.1990  | heutige Gemeinde          | Landkreis                        |
| ------ | -------- | ------------------------- | --------- | ---------- | ----------- | ------------------------- | -------------------------------- |
| 121502 | 14050020 | Berthelsdorf              | 1.904     | 1.888      | 3.193       | Neustadt in Sachsen       | Sächsische Schweiz-Osterzgebirge |
| 121506 | 14050060 | Dürrröhrsdorf-Dittersbach | 2.232     | 2.243      | 1.172       | Dürrröhrsdorf-Dittersbach | Sächsische Schweiz-Osterzgebirge |
| 121507 | 14050070 | Ehrenberg                 | 1.076     | 1.071      | 2.101       | Hohnstein                 | Sächsische Schweiz-Osterzgebirge |
| 121509 | 14050090 | Goßdorf                   | 451       | 417        | 327         | Hohnstein                 | Sächsische Schweiz-Osterzgebirge |
| 121510 | 14050100 | Heeselicht                | 420       | 417        | 363         | Stolpen                   | Sächsische Schweiz-Osterzgebirge |
| 121511 | 14050110 | Helmsdorf b. Pirna        | 925       | 916        | 861         | Stolpen                   | Sächsische Schweiz-Osterzgebirge |
| 121512 | 14050120 | Hinterhermsdorf           | 846       | 843        | 1.919       | Sebnitz                   | Sächsische Schweiz-Osterzgebirge |
| 121513 | 14050130 | Hohnstein, Stadt          | 1.061     | 1.062      | 1.768       | Hohnstein                 | Sächsische Schweiz-Osterzgebirge |
| 121515 | 14050150 | Langburkersdorf           | 2.797     | 2.578      | 2.011       | Neustadt in Sachsen       | Sächsische Schweiz-Osterzgebirge |
| 121516 | 14050160 | Langenwolmsdorf           | 1.302     | 1.290      | 1.991       | Stolpen                   | Sächsische Schweiz-Osterzgebirge |
| 121517 | 14050170 | Lichtenhain               | 1.248     | 1.246      | 1.882       | Sebnitz                   | Sächsische Schweiz-Osterzgebirge |
| 121518 | 14050180 | Lohmen                    | 3.291     | 3.303      | 2.570       | Lohmen                    | Sächsische Schweiz-Osterzgebirge |
| 121519 | 14050190 | Lohsdorf                  | 298       | 294        | 502         | Hohnstein                 | Sächsische Schweiz-Osterzgebirge |
| 121521 | 14050210 | Neustadt i. Sa., Stadt    | 11.709    | 11.572     | 1.025       | Neustadt in Sachsen       | Sächsische Schweiz-Osterzgebirge |
| 121522 | 14050220 | Ottendorf                 | 466       | 469        | 1.688       | Sebnitz                   | Sächsische Schweiz-Osterzgebirge |
| 121523 | 14050230 | Polenz                    | 1.516     | 1.517      | 1.388       | Neustadt in Sachsen       | Sächsische Schweiz-Osterzgebirge |
| 121524 | 14050240 | Porschendorf              | 681       | 618        | 601         | Dürrröhrsdorf-Dittersbach | Sächsische Schweiz-Osterzgebirge |
| 121525 | 14050250 | Rathewalde                | 731       | 732        | 918         | Hohnstein                 | Sächsische Schweiz-Osterzgebirge |
| 121526 | 14050260 | Rennersdorf-Neudörfel     | 592       | 584        | 736         | Stolpen                   | Sächsische Schweiz-Osterzgebirge |
| 121527 | 14050270 | Rückersdorf               | 428       | 427        | 707         | Neustadt in Sachsen       | Sächsische Schweiz-Osterzgebirge |
| 121529 | 14050290 | Saupsdorf                 | 635       | 628        | 843         | Sebnitz                   | Sächsische Schweiz-Osterzgebirge |
| 121530 | 14050300 | Sebnitz, Stadt            | 10.859    | 10.768     | 2.471       | Sebnitz                   | Sächsische Schweiz-Osterzgebirge |
| 121531 | 14050310 | Stolpen, Stadt            | 2.025     | 1.997      | 1.060       | Stolpen                   | Sächsische Schweiz-Osterzgebirge |
| 121532 | 14050320 | Stürza                    | 763       | 766        | 1.208       | Dürrröhrsdorf-Dittersbach | Sächsische Schweiz-Osterzgebirge |
| 121533 | 14050330 | Ulbersdorf                | 622       | 609        | 847         | Hohnstein                 | Sächsische Schweiz-Osterzgebirge |
| 121535 | 14050350 | Wilschdorf                | 709       | 707        | 966         | Dürrröhrsdorf-Dittersbach | Sächsische Schweiz-Osterzgebirge |
| 121500 | 14050000 | Landkreis Sebnitz         | 49.587    | 48.962     | 35.116      | ––––––                    | ––––––                           |

### Gebietsveränderungen im Landkreis
| Datum      | AGS      | Gemeinde                             | Änderung           | AGS      | aufnehmende Gemeinde      |
| ---------- | -------- | ------------------------------------ | ------------------ | -------- | ------------------------- |
| 01.01.1994 | 14050320 | Stürza                               | Eingliederung in   | 14050060 | Dürrröhrsdorf-Dittersbach |
| 01.01.1994 | 14044750 | Wünschendorf, (Landkreis Pirna)      | Eingliederung in   | 14050060 | Dürrröhrsdorf-Dittersbach |
| 01.01.1994 | 14050070 | Ehrenberg                            | Eingliederung in   | 14050130 | Hohnstein, Stadt          |
| 01.01.1994 | 14050090 | Goßdorf                              | Eingliederung in   | 14050130 | Hohnstein, Stadt          |
| 01.01.1994 | 14050190 | Lohsdorf                             | Eingliederung in   | 14050130 | Hohnstein, Stadt          |
| 01.01.1994 | 14050250 | Rathewalde                           | Eingliederung in   | 14050130 | Hohnstein, Stadt          |
| 01.01.1994 | 14050330 | Ulbersdorf                           | Eingliederung in   | 14050130 | Hohnstein, Stadt          |
| 01.01.1994 | 14050230 | Polenz                               | Eingliederung in   | 14050210 | Neustadt i. Sa., Stadt    |
| 01.01.1994 | 14050100 | Heeselicht                           | Zusammenschluss zu | 14050310 | Stolpen, Stadt            |
| 01.01.1994 | 14050110 | Helmsdorf                            | Zusammenschluss zu | 14050310 | Stolpen, Stadt            |
| 01.01.1994 | 14050160 | Langenwolmsdorf                      | Zusammenschluss zu | 14050310 | Stolpen, Stadt            |
| 01.01.1994 | 14015150 | Lauterbach (Landkreis Bischofswerda) | Zusammenschluss zu | 14050310 | Stolpen, Stadt            |
| 01.01.1994 | 14050260 | Rennersdorf-Neudörfel                | Zusammenschluss zu | 14050310 | Stolpen, Stadt            |
| 01.01.1994 | 14050310 | Stolpen, Stadt                       | Zusammenschluss zu | 14050310 | Stolpen, Stadt            |
| 01.01.1994 | 14050150 | Langburkersdorf                      | Neubildung von     | 14050410 | Hohwald                   |
| 01.01.1994 | 14050270 | Rückersdorf                          | Neubildung von     | 14050410 | Hohwald                   |
| 01.03.1994 | 14050240 | Porschendorf                         | Eingliederung in   | 14050060 | Dürrröhrsdorf-Dittersbach |
| 01.03.1994 | 14050170 | Lichtenhain                          | Neubildung von     | 14050420 | Kirnitzschtal             |
| 01.03.1994 | 14050220 | Ottendorf                            | Neubildung von     | 14050420 | Kirnitzschtal             |
| 01.03.1994 | 14050290 | Saupsdorf                            | Neubildung von     | 14050420 | Kirnitzschtal             |

### Auflösung
Der Landkreis Sebnitz existierte bis zur ersten sächsischen Landkreisreform 1994. Mit Wirkung vom 1. August 1994 fusionierten die Landkreise Pirna und Sebnitz vollständig zum neugebildeten Landkreis Sächsische Schweiz.
| AGS      | Gemeinde                          | Einwohner  | Fläche (ha) | Einwohner  | Fläche (km²) | AGS (neu) | Landkreis          |
| AGS      | Gemeinde                          | 31.12.1993 | 31.12.1993  | 31.12.1994 | 31.12.1994   | AGS (neu) | Landkreis          |
| -------- | --------------------------------- | ---------- | ----------- | ---------- | ------------ | --------- | ------------------ |
| 14050060 | Dürrröhrsdorf-Dittersbach         | 2.226      | 1.163,19    | 4.315      | 33,84        | 14087110  | Sächsische Schweiz |
| 14050120 | Hinterhermsdorf                   | 791        | 1.918,98    | 799        | 19,19        | 14087150  | Sächsische Schweiz |
| 14050130 | Hohnstein, Stadt (01.01.94)       | 4.061      | 6.461,34    | 4.040      | 64,61        | 14087160  | Sächsische Schweiz |
| 14050180 | Lohmen                            | 3.205      | 2.569,34    | 3.184      | 25,69        | 14087240  | Sächsische Schweiz |
| 14050210 | Neustadt i. Sa., Stadt (01.01.94) | 12.302     | 2.411,90    | 12.059     | 24,12        | 14087270  | Sächsische Schweiz |
| 14050300 | Sebnitz, Stadt                    | 10.282     | 2.472,42    | 10.114     | 24,72        | 14087370  | Sächsische Schweiz |
| 14050310 | Stolpen, Stadt (01.01.94)         | 5.678      | 6.087,27    | 5.808      | 60,87        | 14087390  | Sächsische Schweiz |
| 14050350 | Wilschdorf                        | 670        | 965,59      | 672        | 9,66         | 14087410  | Sächsische Schweiz |
| 14050410 | Hohwald (01.01.94)                | 4.805      | 5.910,32    | 4.974      | 59,10        | 14087170  | Sächsische Schweiz |
| 14050420 | Kirnitzschtal (01.03.94)          | 2.257      | 4.417,20    | 2.247      | 44,17        | 14087180  | Sächsische Schweiz |
| 14050    | Landkreis Sebnitz (31.07.94)      | (47.019)   | (35.098,01) | 48.212     | 365,97       |           |                    |

## Wirtschaft und Verkehr
Der Landkreis Sebnitz lag abseits der größeren Straßen- und Schienenwege. Die ehemals intensive Leinenhausweberei erlosch mit dem Aufkommen der maschinellen Fertigung im 19. Jh. Sie wurde durch die Herstellung künstlicher Blumen abgelöst. Der VEB Kunstblume Sebnitz war der größte und bekannteste Hersteller. Die Industrie der Stadt Sebnitz produzierte Messer, Feinmechanik, Kunststoff- und Holzerzeugnisse, Kartonagen, Textilien und – wie auch in Neustadt – Landmaschinen. Von großer wirtschaftlicher Bedeutung war der Tourismus im Süden des Kreisgebietes.

## Kfz-Kennzeichen
Den Kraftfahrzeugen (mit Ausnahme der Motorräder) und Anhängern wurden von etwa 1974 bis Ende 1990 dreibuchstabige Unterscheidungszeichen, die mit dem Buchstabenpaar RX begannen, zugewiesen. Die letzte für Motorräder genutzte Kennzeichenserie war YU 60-01 bis YU 99-99.
Anfang 1991 erhielt der Landkreis das Unterscheidungszeichen SEB. Es wurde bis zum 31. Juli 1994 ausgegeben. Seit dem 12. November 2012 ist es im Landkreis Sächsische Schweiz-Osterzgebirge erhältlich.